# ملعب مندميكرز
ملعب مندميكرز هو ملعب متعدد الأغراض يقع بمدينة فالفايك بهولندا ويستخدم عادة لمباريات كرة القدم، الملعب أنشئ سنة 1996 و يتسع لأكثر من 7500 مشجع. وهو الملعب الرسمي لنادي آر كي سي فالفيك.